# Лижњан
Лижњан (итал. Lisignano) је градић и општина у Истарској жупанији, у Хрватској.

## Географија
Лижњан се налази у јужној Истри, око 12 km источно од Пуле и 2 km североисточно од Медулина, на надморској висини од 60 m. Општина захвата површину од 54 km². Место Лижњан се налази на регионалном путу Медулин-Шишан.

## Историја
Лижњан се шрви пут помиње 1149. године као Lisianum, иако неки сматрају да се први пут помиње 990. као сеоска вила када се назива Liciniana или Licinianum.
Први становници Лижњана долазе на ове просторе с подручја Сиња, Пољица и Имотског. Од 14. века па све до краја 18. века овим просторима управљала је Млетачка република. У новијој историји овај крај потпао је под француску, аустријску и италијанску власт па део социјалистичке Југославије да би данас био део Републике Хрватске.
Године 1527, је у Лижњану први пут избила куга и поновила се 1631. с катастрофалним последицама, када су по неким претпоставкама умрли готово сви становници града (према попису из 1624. Лижњан је бројао 200 становника). Године 1853, Лижњан је имао 931 становника. 1855. Лижњан је захватила колера која је однела 19 живота.

## Насељена места општине Лижњан
(наведени су италијански називи општине и насеља)
| Општина |           | Насељено место |                                                   | Број становника 2001 |
| ------- | --------- | -------------- | ------------------------------------------------- | -------------------- |
| Лижњан  | Lisignano | 5 нас.         | 2.945 Архивирано на веб-сајту (26. новембар 2007) |                      |
|         | Валтура   | Altura         | 636                                               |                      |
|         | Јадрешки  | Giadreschi     | 321                                               |                      |
|         | Лижњан    | Lisignano      | 989                                               |                      |
|         | Мунтић    | Monticchio     | 376                                               |                      |
|         | Шишан     | Sissano        | 623                                               |                      |

## Демографија
На попису становништва 2011. године, општина Лижњан је имала 3.965 становника, од чега у самом Лижњану 1.340.
Према попису из 2001. године општина Лижњан има 2.945 становника.

## Попис1991.
На попису становништва 1991. године, насељено место Лижњан је имало 763 становника, следећег националног састава:
| Попис 1991.‍  | Попис 1991.‍  | Попис 1991.‍ | Попис 1991.‍ | Попис 1991.‍ |
| ------------ | ------------ | ----------- | ----------- | ----------- |
|              |              |             |             |             |
| Хрвати       | Хрвати       |             | 547         | 71,69%      |
| Југословени  | Југословени  |             | 41          | 5,37%       |
| Срби         | Срби         |             | 13          | 1,70%       |
| Словенци     | Словенци     |             | 8           | 1,04%       |
| Муслимани    | Муслимани    |             | 5           | 0,65%       |
| Италијани    | Италијани    |             | 4           | 0,52%       |
| Мађари       | Мађари       |             | 4           | 0,52%       |
| Албанци      | Албанци      |             | 3           | 0,39%       |
| Чеси         | Чеси         |             | 2           | 0,26%       |
| Бугари       | Бугари       |             | 1           | 0,13%       |
| остали       | остали       |             | 1           | 0,13%       |
| неопредељени | неопредељени |             | 27          | 3,53%       |
| регион. опр. | регион. опр. |             | 91          | 11,92%      |
| непознато    | непознато    |             | 16          | 2,09%       |
| укупно: 763  |              |             |             |             |

## Привреда
Осим традиционалних послова као што су пољопривреда становници се углавном баве туризмом или раде у Пули и Медулину.